# Ringwood, Illinois
Ringwood là một làng thuộc quận Gallatin, tiểu bang Illinois, Hoa Kỳ. Năm 2010, dân số của làng này là 836 người.

## Dân số
Dân số qua các năm:
- Năm 2000: 928 người.
- Năm 2010: 836 người.